# Calle Octavio Cuartero
La calle Octavio Cuartero es una importante arteria de la ciudad española de Albacete que conecta Centro y Feria a través de la plaza de Gabriel Lodares y el paseo de la Feria, respectivamente. La vía lleva el nombre del escritor, juez y político albaceteño Octavio Cuartero.

## Historia
En 1921 Julio Carrilero proyectó la casa de Canciano López, edificio de gran valor monumental que posteriormente fue demolido. En 1922 monjas procedentes de Valladolid y Hellín fundaron el colegio Compañía de María de Albacete, perteneciente a la orden fundada por santa Juana Lestonnac en 1607.
Buenaventura Ferrando Castells proyectó en 1926 la casa de Archillas. Durante la guerra civil española albergó uno de los tres cuarteles de las Brigadas Internacionales en la ciudad.  Posteriormente fue edificado en la vía el edificio Telefónica.

## Situación
La calle Octavio Cuartero conecta Centro y Feria bordeando además los barrios de Franciscanos y Fátima. Comienza su recorrido en la plaza de Gabriel Lodares y, discurriendo en dirección sureste-noroeste, desemboca en la calle Feria, frente al paseo de la Feria, a la altura de la plaza de toros de Albacete.